# نهار

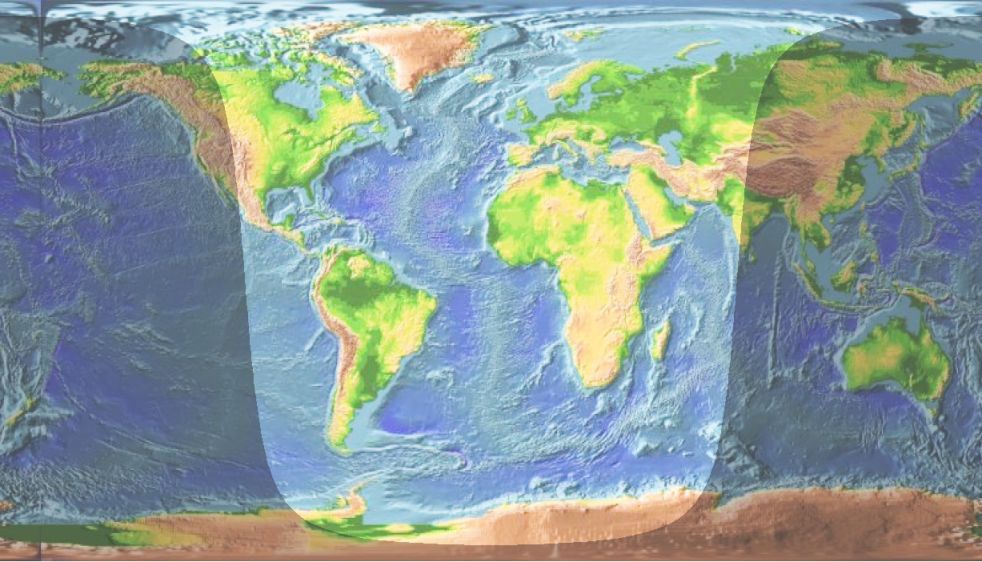
خريطة العالم تظهر مناطق الأرض التي تتلقي ضوء النهار حوالي الساعة 13:00 بالتوقيت العالمي المنسق، 2 أبريل.

النهار هو الفترة الزمنية بين شروق الشمس وغروبها أو بين طلوع الفجر وغروب الشمس، ويعتمد طوله على كل من العرض الجغرافي مكان الرصد وفصول السنة. فعلى خط الاستواء، يستمر النهار 12 ساعة. أما في الأماكن الأخرى فيطول عن ذلك أو يقصر حسب فصول السنة، ويبلغ 12 ساعة فقط عند الاعتدالين. وأقصر نهار بالنسبة للعروض الشمالية يكون في وقت الانقلاب الشتوي، حوالي 21 ديسمبر، وأطول نهار في الانقلاب الصيفي، حوالي 21 يونيو، والعكس للعروض الجنوبية.

## التعريف
ضوء النهار يمثل موقع معين إلى حد ما، كلما كانت الشمس فوق الأفق في ذلك الموقع. (وهذا صحيح لأكثر من 50 ٪ من الكرة الأرضية في أي وقت معطى)، وللحصول على تفسير "لماذا ليست النسبة 50% بالضبط"؟، انظر هنا. ومع ذلك، يمكن للإضاءة في الهواء الطلق أن تختلف من 120.000 لوكس لأشعة الشمس المباشرة عند الظهر، والتي قد تسبب الم في العين، إلى أقل من 5 لوكس في السماء المليئة بالغيوم الكثيفة مع الشمس الموجودة في الأفق، قد يكون أكثر قتامة في ظل ظروف غير عادية مثل كسوف الشمس أو مستويات عالية جدا من الدخان في الغلاف الجوي، والغبار، أو الرماد البركاني.

## كثافة ضوء النهار في ظروف مختلفة
| الإضاءة            | مثال                                   |
| ------------------ | -------------------------------------- |
| 120,000 لوكس       | ضوء الشمس                              |
| 111,000 لوكس       | ضوء الشمس                              |
| 20,000 لوكس        | السماء الصافية، منتصف النهار           |
| 1,000 - 2,000 لوكس | يوم غائم جزئي، منتصف النهار            |
| <200 لوكس          | العواصف والغيوم السوداء، منتصف النهار  |
| 400 لوكس           | شروق الشمس أو غروب الشمس في يوم صافِ    |
| 40 لوكس            | غائم كلياً، شروق الشمس/غروب الشمس.      |
| <1 لوكس            | الغيوم العاصفة، شروق الشمس/غروب الشمس. |